# 薩金特鎮區 (內布拉斯加州卡斯特縣)
薩金特鎮區（英語：Sargent Township）是位於美國內布拉斯加州卡斯特縣的一個行政鎮區。

## 地方資料
薩金特鎮區的面積為150.86平方千米，當中陸地面積為150.81平方千米，而水域面積為0.05平方千米。根據2020年美國人口普查的數據，當地共有人口619人，而人口密度為每平方千米4.1人。